# Niemota
Niemota – brak zdolności mówienia przy zachowaniu słuchu, które może być spowodowane:  uszkodzeniem ośrodka mowy w mózgu, np. wskutek urazu, wylewu krwi, lub też ciężkim zaburzeniem psychicznym np. schizofrenią.